# Orde van het Bad

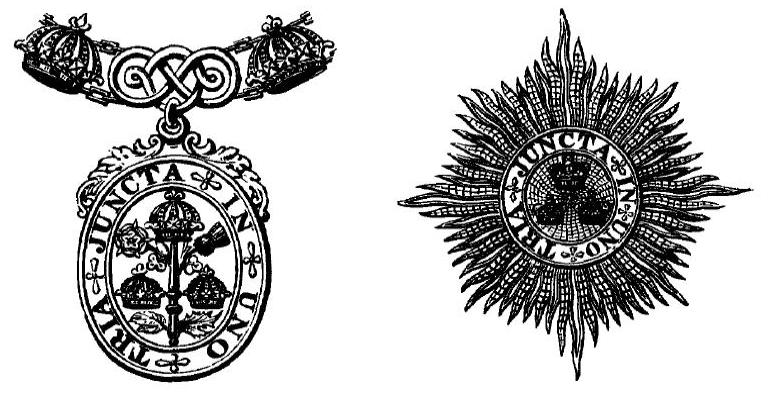
Tekeningen van de Orde van het Bad uit 1884, civiele divisie

De Orde van het Bad (Engels: The most Honourable Order of the Bath) is een Britse ridderorde.

## Geschiedenis
In de Middeleeuwen onderscheidde men twee vormen van ridderschap. De ridders van het zwaard die op het slagveld werden geridderd na hun moed te hebben bewezen en de ridders van het bad die na een religieuze ceremonie de ridderslag ontvingen. In dit laatste geval werden ridders eerst ceremonieel gebaad en moesten zij de nacht voorafgaand aan hun ridderslag in gebed doorbrengen in een kapel.
De Orde van het Bad wordt verondersteld uit de Middeleeuwen te stammen, maar is in de vorm waarin wij hem nu kennen in 1725 door George I, koning van Engeland en Schotland, Keurvorst van Hannover ingesteld. De orde werd verleend voor verdienste en werd niet alleen aan officieren van de marine en het leger, maar ook aan burgers toegekend.
Sinds 1925 heeft de orde ook een eigen kapel waar de inwijdingen plaatsvinden: de Lady Chapel in de Westminster Abbey, Londen.
In 1815 werden twee afdelingen (Engels: "Divisions"); de Militaire Divisie en de Civiele Divisie ingesteld. Elk van deze divisies kent Ridders Grootkruis, Ridders Commandeur en leden (Engels: "Companions").
De orde is in rang de vierde orde van het Verenigd Koninkrijk, na de Orde van de Kousenband, De Orde van de Distel en de Orde van Verdienste. De Orde wordt vooral verleend aan buitenlandse staatshoofden, de hoogste ambtenaren en aan de vlagofficieren van de drie krijgsmachtonderdelen.
De Orde van het Bad is daarom zeer in aanzien.
De Britse koning, Charles III, is de soeverein van de orde. Sinds 2024 is de Grootmeester van de orde William, prins van Wales. Verder kent de orde nog een groot aantal officieren en andere,ook kerkelijke, dignitarissen.
De orde van het Bad kent de volgende rangen:
1. Ridder (of Dame) Grootkruis. (Engels: "Knight / Dame Grand Cross". Hierbij hoort het recht om de letters GCB of DGB achter de familienaam te voeren.
2. Ridder (of Dame) Commandeur. (Engels: "Knight / Dame Commander". Hierbij hoort het recht om de letters KCB of DCB achter de familienaam te voeren.
3. Lid (Engels:Companion". Hierbij hoort het recht om de letters CB of DB achter de familienaam te voeren.

De dragers van de twee hoogste rangen in iedere divisie mogen zich "Sir" of "Dame" noemen. Zij verkrijgen de persoonlijke, niet erfelijke adeldom. Zie hiervoor de "Knight Companion".

## De onderscheidingstekens

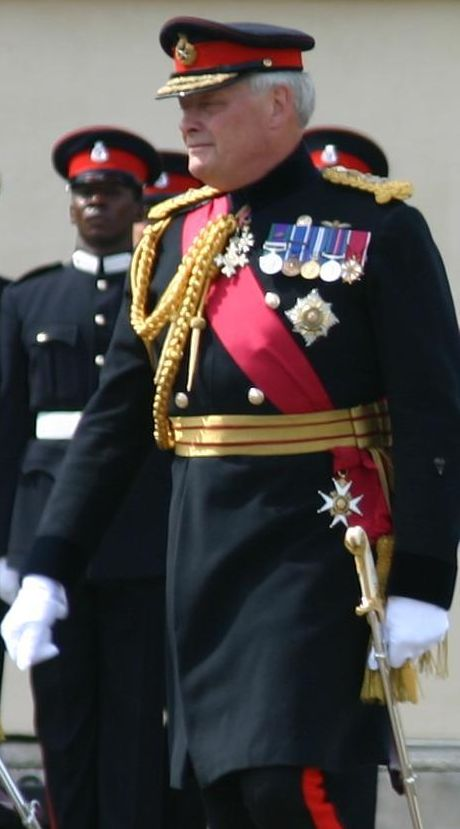
Een generaal draagt het Grootkruis van de Orde van het Bad

het kruis van de OrdeAlleen voor de Militaire Divisie. Het kruis is een gouden, wit Maltezer kruis met gouden ballen op de punten en een zilveren medaillon met de drie koningskronen op een distel en een roos in het midden. Het medaillon heeft een rode band met het devies van de orde" tria iuncta in una" (drie verenigd in een).Om het medaillon is ook een lauwerkrans aangebracht.In de armen van het kruis zijn vier Engelse leeuwen aangebracht. Onder het medaillon is een blauw lint met de leus "ich dien" (ik dien, de wapenspreuk van de prins van Wales) te zien. Alleen de grootmeester (op dit moment is dat de prins van Wales) draagt een kroon boven zijn kruis.
de keten van de Orde
het juweel van de OrdeAlleen voor de civiele divisie. Het juweel is een zware ovale opengewerkte gouden medaille met de drie koningskronen op een distel en een roos. Het juweel is niet geëmailleerd.
het lint van de OrdeHet lint is purperrood en is niet gewaterd. Dat wil zeggen dat er geen moiré-effect zichtbaar is.
de Ster van de Militaire DivisieDe ster van de Militaire Divisie is een achtpuntige, zilveren ster met gebrillianteerde uitwaaierende stralen. Daarop is het kruis van de orde zonder de vier leeuwen aangebracht.
de Ster van de Civiele DivisieDeze ster is gelijk aan de Militaire Divisie maar draagt in plaats van een kruis een rond medaillon zonder lauwerkrans of de leus van de Prins van Wales.
het borstkruis van de Militaire divisieDit borstkruis is een min of meer vierkant zilveren kruis met gebrillianteerde stralen. Op het kruis is het medaillon van de orde met lauwerkrans, met de wapenspreuk van de Prins van Wales maar zonder zilveren Maltezer kruis gelegd.
het borstkruis van de Civiele DivisieDit kruis is een eenvoudige versie van het Militaire borstkruis. Op het kruis is het medaillon van de Orde , gelijk aan dat van de Civiele Grootkruisen te zien. De kruisen en juwelen van de Ridders Commandeurs zijn iets kleiner dan die van de Grootkruisen. Die van de Companions: zijn nog iets kleiner. De uitvoering is binnen iedere divisie verder gelijk.

## De versierselen

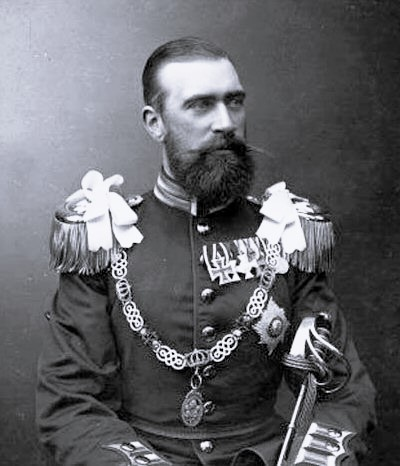
Groothertog Adolf Friedrich V van Mecklenburg-Strelitz met keten en ster van de Civiele Divisie van de Orde van het Bad

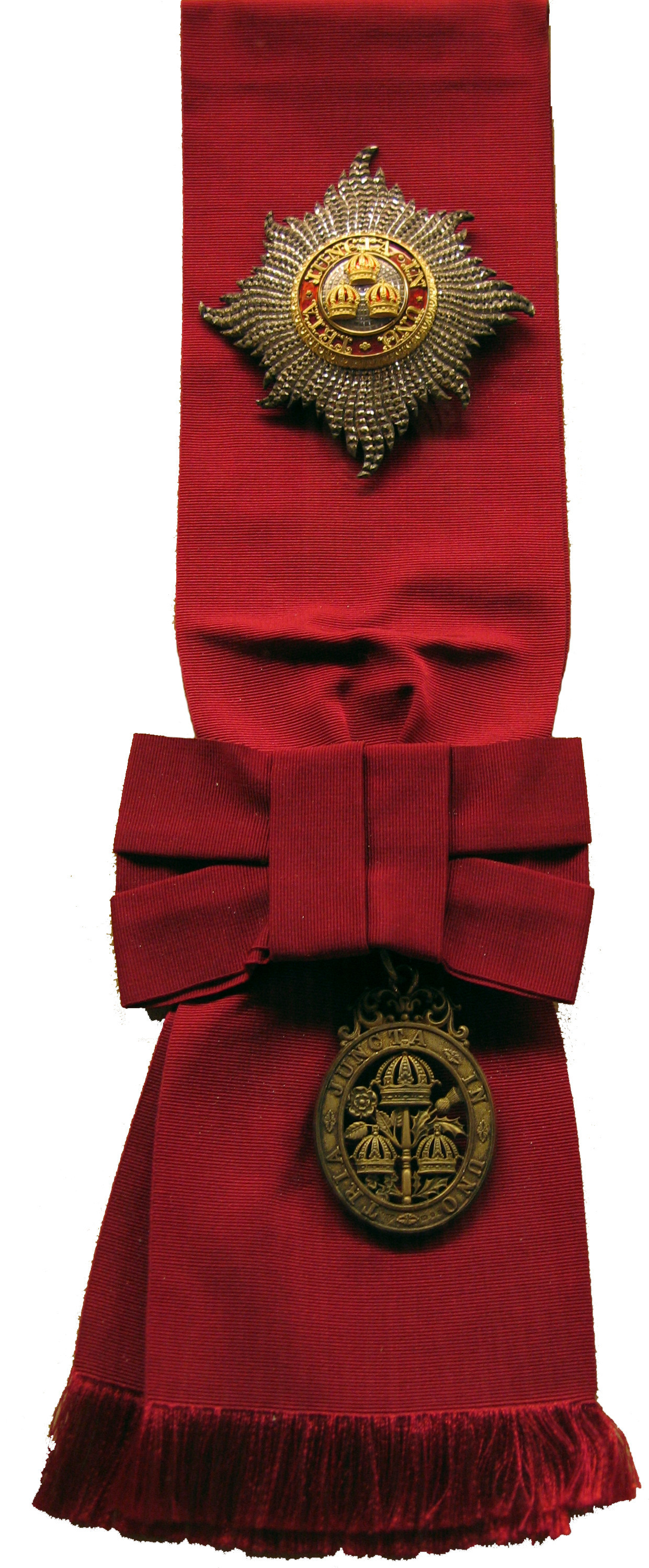
Het juweel en de ster van een Ridder Grootkruis in de Civilie Divisie

Ridders Grootkruis in de Militaire divisie dragen een ster met een opgelegd kruis en een kruis aan een keten of aan een breed donkerrood lint van ongewaterde zijde over de rechterschouder.
De Ridders Grootkruis dragen bij de bijeenkomsten van de Orde een rode mantel met een witte satijnen voering en de geborduurde ster van de Orde op de schouder. De keten van de Orde wordt met witte satijnen linten aan de mantel vastgemaakt. Daarnaast is er een zwarte hoed met witte veren. De onderkleding van dit kostuum: Pofbroek, witte kousen en jas worden al enige tijd niet meer gebruikt.
De oudste grootkruisen (van iedere divisie)in deze Orde hebben een zetel in het koor van kapel van de Orde: de kapel van Hendrik VII in de Westminster Abbey. Boven hun zetel zijn hun zwaard, hun banier en hun helm met een uit hout gesneden helmteken aangebracht. Omdat er niet genoeg ruimte is voor alle ridders moeten zij soms tientallen jaren op een dergelijke "Stall" wachten.
Ridders Grootkruis in de Civiele Divisie dragen een ster met een centraal medaillon en een juweel aan een keten of een breed donkerrood lint van ongewatteerde zijde over de rechterschouder.
Het kostuum is in beide divisies gelijk. De op de mantel aangebrachte ster is wel verschillend.
Ridders Commandeur dragen een juweel of kruis aan een lint om de hals of, in het geval van een Dame, aan een strik, en een zilveren kruis van de Orde op hun linkerborst.
Leden dragen een kruis of juweel om de hals of aan een strik.